# Svatoslav (ort i Tjeckien, Vysočina)
Svatoslav är en ort i Tjeckien.   Den ligger i regionen Vysočina, i den centrala delen av landet, 130 km sydost om huvudstaden Prag. Svatoslav ligger 546 meter över havet och antalet invånare är 258.
Terrängen runt Svatoslav är platt åt nordväst, men åt sydost är den kuperad.Runt Svatoslav är det tätbefolkat, med 683 invånare per kvadratkilometer. Närmaste större samhälle är Třebíč, 11,8 km söder om Svatoslav. Trakten runt Svatoslav består till största delen av jordbruksmark.